# Peter Schnack
Peter Snack, före adlandet Schnack, född 9 februari 1632 i Nyköping, död 31 juli 1713 i Stockholm, var en svensk ämbetsman samt ägare till Malingsbo bruk.

## Biografi
Peter Schnack föddes 1632 i Nyköping. Han var son till borgmästaren Olof Pedersson Schnack och Birgitta Hemmingsdotter. Vid unga år skickades han utomlands och började sin bana som skrivare hos lanträntmästaren Johan Sparrfelt i Stettin. Vid tjugoett års ålder befordrades han till hovkontrollör hos drottning Kristina, blev kassör 1654 och åtföljde henne vid avresan från Sverige till Brabant, varifrån han avskedad återvände hem och blev kanslist i Bergskollegium 1656 samt advokatfiskal i samma ämbetsverk 1661. 
År 1667 utnämndes han till sekreterare i kammararkivet och blev året därefter assessor i kammarrevisionen, med dispositionsrätt av stora sjötullsmedlen i Sverige och Finland, förordnades 1685 till direktör i samma revision och erhöll adelskap 1688, varefter han skrev sitt namn "Snach" (i Riddarhusets ättartavlor skrivs ättenamnet dock Snack). Året därpå blev Peter Schnack kammarråd och slutligen 1710 landshövding på Gotland. Till följd av blindhet blev Schnack emellertid tvungen att ta avsked från landshövdingebefattningen redan följande år, men erhöll i uppdrag att med landshövdings namn "föra direktion" i kammarkollegiet och statskontoret. Peter Schnack dog i Stockholm den 31 juli 1713.
Under reduktionsarbetet var Schnack en mycket anlitad person, bland annat som kronans ombud vid tvister om reducerade medel. Han skall ha berömts för ovanlig arbetsdrift och såsom en av Karl XI:s skickligaste ämbetsmän.

### Familj
Snack gifte sig första gången 1655 med Christina Gestrina (1628–1668), dotter till professorn Martinus Gestrinius och Elisabet Olofsdotter. De fick tillsammans barnen Olof Snack (1656–1684), bergmästaren Mårten Snack (1657–1687), Carl Snack (1659–1662), Brita Snack (1660–1660), Peter Snack (1661–1663), Maria Elisabet Snack (1662–1663), Margareta Snack (1664–1751) som var gift med kammarrådet Johan Lagermarck, Carl Snack (1665–1669), översten Erik Snack (född 1667) och Gustaf Snack (1668–1668).
Snack gifte sig andra gången 1670 med Anna von Wullen (1653–1688), dotter till livmedikus Johan von Wullen och Anna Trotzig. De fick tillsammans barnen Gustaf Snack (1668–1668), Anna Snack (1671–1702) som var gift med sekreteraren Hans Pahl, Johan Snack (1674–1695), Birgitta Snack (1676–1677), Peter Snack (1678–1681), Markus Snack (1679–1681), Sigrid Snack (1682–1709) som var gift med generalkrogskommissarien Peter von Ehrenheim och Peter Snack (1687–1694).
Snack gifte sig tredje gången 1698 med Magdalena Hansson (död 1705), dotter till rådmannen Erik Hansson och Brita Persdotter Nyman i Stockholm. De fick tillsammans en son (1699–1699).
Snack gifte sig fjärde gången 1706 med Maria Leijel (1657–1740), dotter till brukspatronen Jakob Leijel och Barbara Marta Dress. Maria Leijel var änka efter bruksägaren Sven Björnsson Möhlman.